# Lijst van Ecuadoraanse nationale wegen

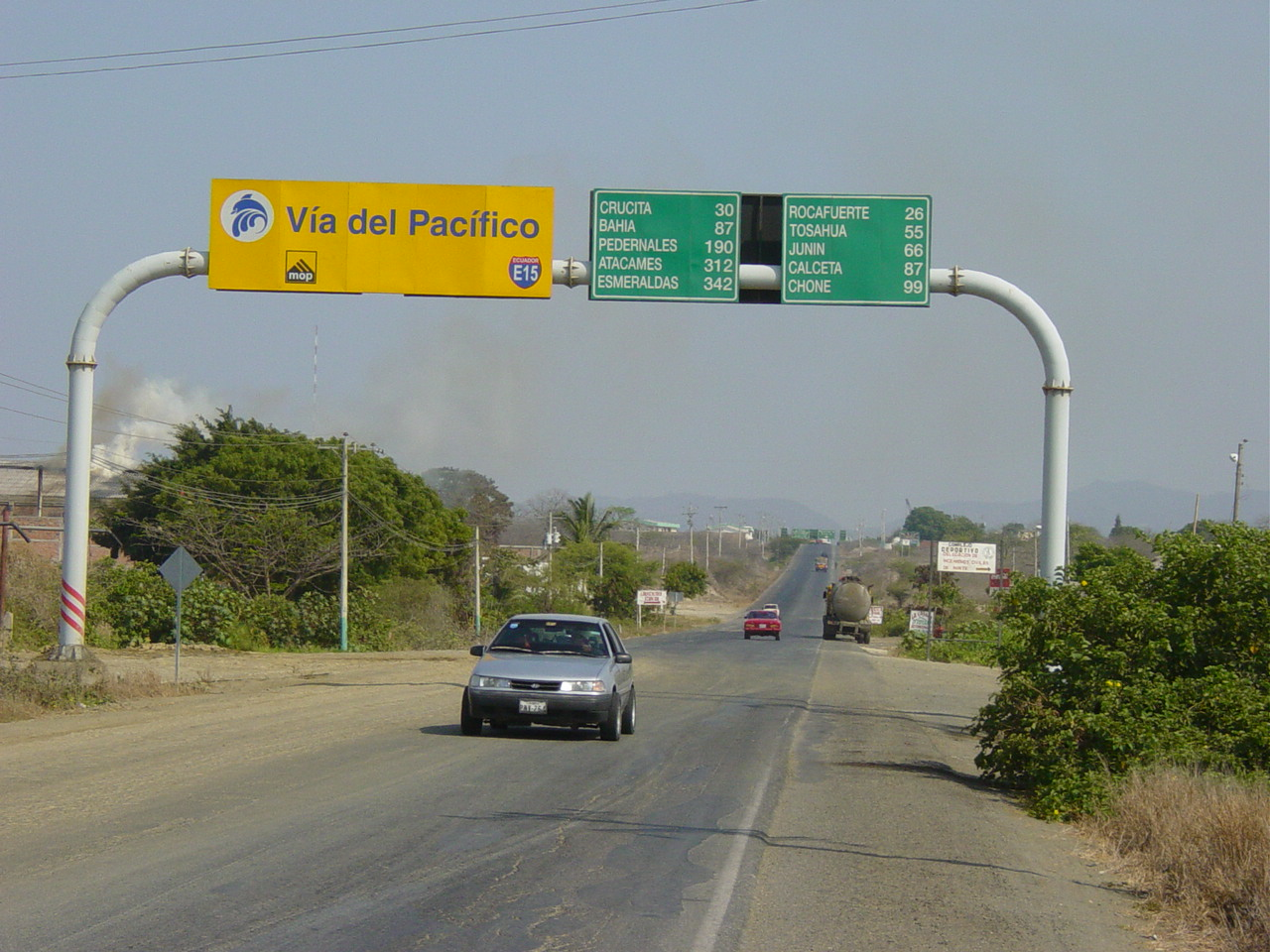
De E15

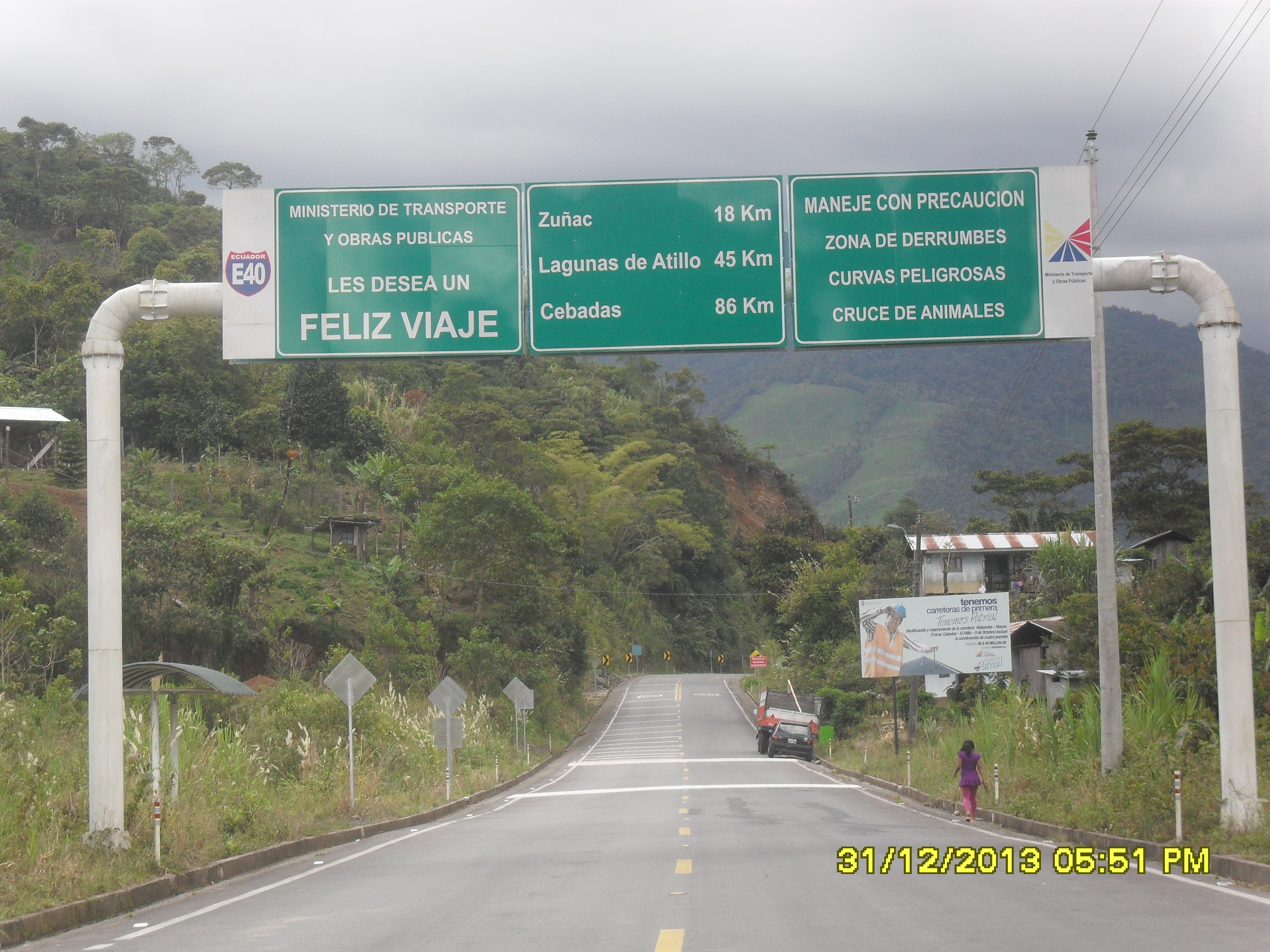
De E40

De nationale wegen in Ecuador zijn Ecuadoraanse wegen die beheerd worden door de nationale overheid van het land. Ze worden aangegeven door een groen of blauw wegschild en de prefix 'E' van Estatal ('staat').
De nationale wegen zijn onder te verdelen in primaire nationale wegen en secundaire nationale wegen. De primaire nationale wegen zijn de een- of tweecijferige wegen, waarvan het nummer eindigt op een 0 of een 5. Ze vormen een schaakbordpatroon van oost-west- en noord-zuidwegen. De even nummers lopen oost-west en worden transversal genoemd. De oneven nummers lopen noord-zuid en worden troncal genoemd. Deze wegen worden aangeduid met een blauw schildje en een dier als logo.
De secundaire nationale wegen zijn de overige tweecijferige wegen en de driecijferige wegen. Ze worden aangeduid als vía colectora (verzamelweg). Deze wegen worden aangeduid met een groen schildje.

## Primaire nationale wegen
| Schild | Nummer | Naam                        | Logo       | Route                                             | Lengte |
| ------ | ------ | --------------------------- | ---------- | ------------------------------------------------- | ------ |
|        | E5     | Troncal Insular             | schildpad  | Baltra - Puerto Ayora                             | 38 km  |
|        | E10    | Transversal Fronteriza      | jaguar     | San Lorenzo - Ibarra - Nueva Loja - Colombia      | 453 km |
|        | E15    | Troncal del Pacífico        | dolfijn    | Colombia - Esmeraldas - Salinas                   | 741 km |
|        | E20    | Transversal Norte           | aap        | Esmeraldas - Quito - Puerto Francisco de Orellana | 336 km |
|        | E25    | Troncal de la Costa         | vlinder    | San Miguel de los Bancos - Guayaquil - Peru       | 664 km |
|        | E25A   | Troncal de la Costa Alterna | -          | in Santo Domingo de los Tsáchilas                 | 10 km  |
|        | E30    | Transversal Central         | papegaai   | Manta - Puyo                                      | 438 km |
|        | E35    | Troncal de la Sierra        | condor     | Colombia - Quito - Peru                           | 781 km |
|        | E40    | Transversal Austral         | kolibrie   | Salinas - Guayaquil - Puerto Morona               | 649 km |
|        | E45    | Troncal Amazónica           | toekan     | Colombia - Puyo - Macas - Zamora                  | 701 km |
|        | E45A   | Troncal Amazónica Alterna   | -          | Nueva Loja - Cotundo                              | 85 km  |
|        | E50    | Transversal Sur             | miereneter | Peru - Zamora                                     | 224 km |

## Secundaire nationale wegen
| Schild | Nummer | Naam                                               | Route                                       | Lengte |
| ------ | ------ | -------------------------------------------------- | ------------------------------------------- | ------ |
|        | E28    | Vía Colectora Quito-La Independencia               | Quito - La Independencia                    | 187 km |
|        | E28A   | Vía Colectora Quito-Tambillo                       | Quito - Tambillo                            | 20 km  |
|        | E28B   | Vía Colectora Quito-Cayambe                        | Quito - Cayambe                             | 60 km  |
|        | E28C   | Vía Colectora Quito-Pifo                           | Quito - Pifo                                | 15 km  |
|        | E38    | Vía Colectora Santo Domingo-Rocafuerte             | Santo Domingo de Los Tsáchilas - Rocafuerte | 200 km |
|        | E39    | Vía Colectora Rocafuerte-El Rodeo                  | Rocafuerte - El Rodeo                       | 20 km  |
|        | E46    | Vía Colectora Guamote-Macas                        | Guamote - Macas                             | 70 km  |
|        | E47    | Vía Colectora El Triunfo-Alausí                    | El Triunfo - Alausí                         | 190 km |
|        | E48    | Vía Colectora Guayaquil-El Empalme                 | Velasco Ibarra - Guayaquil                  | 143 km |
|        | E49    | Vía Colectora Durán-T de Milagro                   | Milagro - Durán                             | 35 km  |
|        | E49A   | Vía Colectora Durán-km 27                          | Guayaquil - Durán - Naranjal                | 10 km  |
|        | E58    | Vía Colectora La Troncal-Puerto Inca               | Puerto Inca - La Troncal                    | 27 km  |
|        | E59    | Vía Colectora Cumbe-Y de Corralitos                | Machala - Cumbe                             | 144 km |
|        | E68    | Vía Colectora Alamor-El Empalme                    | Alamor - El Empalme                         | 46 km  |
|        | E69    | Vía Colectora Catamayo-Macará                      | Catamayo - Macará                           | 147 km |
|        | E182   | Vía Colectora Maldonado-Tulcán                     | Maldonado - Tulcán                          | 45 km  |
|        | E282   | Vía Colectora Tabacundo-Cajas                      | Tabacundo - Cajas                           | 10 km  |
|        | E283   | Vía Colectora Guayllabamba-Santa Rosa de Cusubamba | Guayllabamba - Santa Rosa de Cusubamba      | 6 km   |
|        | E381   | Vía Colectora El Salto-Muisne                      | El Salto - Muisne                           | 10 km  |
|        | E382   | Vía Colectora T del Carmen-Pedernales              | T del Carmen - Pedernales                   |        |
|        | E383   | Vía Colectora Y de San Antonio-Bahía de Caráquez   | San Antonio - Bahía de Caráquez             | 60 km  |
|        | E383A  | Vía Colectora Y de San Antonio-San Vicente         | San Antonio - San Vicente                   | 35 km  |
|        | E384   | Vía Colectora Chone-Pimpiguasí                     | Chone - El Rodeo                            |        |
|        | E482   | Vía Colectora Montecristi-Nobol                    | Montecristi - Piedrahita                    | 181 km |
|        | E482A  | Vía Colectora Guayabal-La Pila                     | La Pila - Guayabal                          | 10 km  |
|        | E483   | Vía Colectora Jipijapa-Puerto Cayo                 | Jipijapa - Puerto Cayo                      | 29 km  |
|        | E484   | Vía Colectora Palestina-San Juan                   | Palestina - San Juan                        |        |
|        | E485   | Vía Colectora Daule-T de Baba                      | Daule - Babahoyo                            | 64 km  |
|        | E486   | Vía Colectora Aurora-T de Salitre                  | T de Salitre - Guayaquil                    | 51 km  |
|        | E487   | Vía Colectora La Unión-T del Triunfo               | T del Triunfo - Bucay - Cajabamba           |        |
|        | E488   | Vía Colectora Milagro-Bucay                        | Milagro - Bucay                             | 61 km  |
|        | E489   | Vía Colectora Posorja-Nobol                        | Gómez Rendón - Posorja                      | 48 km  |
|        | E490   | Vía Colectora Riobamba-T de Baños                  | Riobamba naar T de Baños                    | 30 km  |
|        | E491   | Vía Colectora Babahoyo-Ambato                      | Babahoyo - Guaranda - Ambato                | 209 km |
|        | E492   | Vía Colectora Guaranda-Chimborazo                  | Guaranda - Riobamba                         | 88 km  |
|        | E493   | Vía Colectora Acceso Norte de Ambato               | E30/E35 - Ambato                            |        |
|        | E493A  | Vía Colectora Acceso Central de Ambato             | E30/E35 - Ambato                            |        |
|        | E493B  | Vía Colectora Acceso Sur de Ambato                 | E35 - Ambato                                |        |
|        | E582   | Vía Colectora Cuenca-Puerto Inca                   | Puerto Inca - Cuenca                        | 119 km |
|        | E583   | Vía Colectora Puerto Bolívar-Y del Cambio          | Machala - Puerto Bolívar                    | 7 km   |
|        | E584   | Vía Colectora Pasaje-Y del Enano                   | Pasaje - Y del Enano                        |        |
|        | E585   | Vía Colectora Y de Pasaje-Piñas-Y de Zaracay       | Machala - Zaracay                           | 50 km  |
|        | E682   | Vía Colectora Loja-La Balsa                        | Loja - La Balsa - Peru                      | 151 km |